# Pollachius pollachius
Pollachius pollachius (Linnaeus, 1758) é uma espécie de peixe marinho pertencente ao género Pollachius, comum em partes do nordeste do Oceano Atlântico ao longo das costas ocidentais da Europa, incluindo o Golfo da Biscaia e o Mar do Norte. Os espécimes adultos podem atingir até 130 cm de comprimento e pesar até 18,1 kg, embora em geral os exemplares capturados tenham menos de 75 cm.
O seu nome popular é Juliana e difere em aparência, da outra espécie pollachius virens o (escamudo), entre outros detalhes, porque é mais claro.

## Ecologia
P. pollachius é uma espécie de crescimento rápido e de vida relativamente curta, sendo que a idade máxima reportada é de apenas 15 anos. Postula-se que se reproduzam em áreas afastadas das costas, mas as suas áreas de reprodução são pouco conhecidas. Um estudo da população de fjordes noruegueses sugere que a reprodução é local.
A espécie é bentopelágica, isto é que vive junto aos fundos marinhos em águas profundas. A espécie parece ser relativamente sedentária.

## Pesca
A espécie é apreciada como sucedâneo do bacalhau, sendo objecto de uma importante pesca nas águas do Atlântico Nordeste, mas a maior parte das capturas são acidentais, em geral associadas à pesca do bacalhau.
As descargas desta espécie apresentam duas áreas relativamente distintas de pesca, uma na parte norte do Mar do Norte e o Estreito de Skagerrak, estendendo-se para norte ao longo da costa norueguesa, e outra entre o Canal da Mancha e o Mar da Irlanda, estendendo-se para sul ao longo da costa francesa até ao Golfo da Biscaia. As descargas anuais totais desta espécie totalizam alguns milhares de toneladas.
P. pollachius é muito apreciado na pesca lúdica, estimando-se que os desportistas (incluindo os turistas) tenham capturado cerca de 100 toneladas em 2009 apenas ao longo da costa norueguesa. Estima-se que em águas francesas seja anualmente capturadas cerca de 3 500 toneladas desta espécie por pescadores amadores.